# مستشفى بلجريف للأطفال
مستشفى بلجريف للأطفال، هو مستشفى تطوعي تأسس عام 1866 في بيمليكو، لندن، المملكة المتحدة. تم بناء المبنى الجديد للمستشفى بين عامي 1899 و 1926 في شارع كلافام 1 من تصميم تشارلز هولدن. تم تعيينه كمبنى تاريخي من الدرجة الثانية في عام 1981.

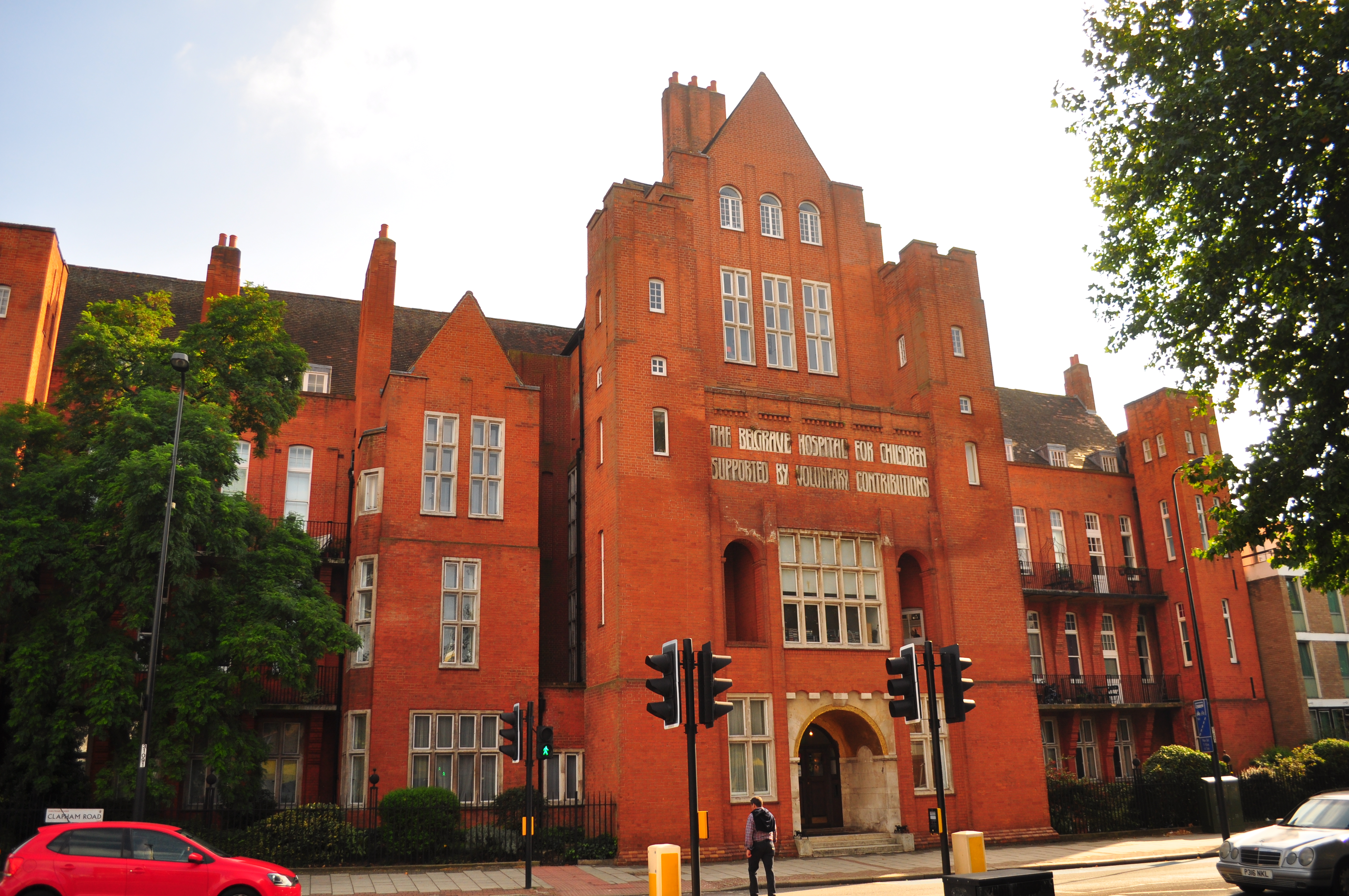
مبنى مستشفى بلجريف للأطفال